# Cassina Baraggia
Cassina Baraggia è stato un comune italiano autonomo fino al 1866, quando contribuì alla formazione di quello di Brugherio. Con l'urbanizzazione del territorio, avvenuta nel corso del tempo, Baraggia è diventata una frazione di Brugherio fusa con il resto del centro abitato, di cui costituisce il quadrante nordorientale, sul lato verso Concorezzo.

## Storia

### Le origini

#### Le ipotesi etimologiche
A livello etimologico, Baraggia deriva da baragia, cioè sterpeto, terra poco fertile o incolta. Cassina deriva invece dal latino castrum (accampamento). In Lombardia questo vocabolo poteva anche indicare una casa colonica dove abitava più di una famiglia. Quindi, Cassina Baraggia significherebbe "casa colonica della baragia". Il toponimo risulta importante se si desidera ricavare informazioni sull'uso dei terreni ove poi sorgerà l'omonima frazione. In epoca imperiale romana, infatti, la baragia era un fondo comune, aperto al pascolo ed era estesa a quasi tutto il territorio dell'attuale Brugherio. Successivamente, con l'arrivo dei Longobardi, venne coltivata e abitata da proprietari privati.

#### Le prime testimonianze documentarie
La prima testimonianza del nome baragia è del 769, quando Grato, romano abitante a Monza, liberò un suo servo e gli assegnò un terreno in località "de Barazia". Ritroviamo il toponimo nell'853, in occasione della donazione di alcuni beni al monastero di Sant'Ambrogio di Milano, da parte di due romani. Nello stesso atto risulta che "in baragia" sorgeva una cappella dei Santissimi Cosma e Damiano (ora Chiesa di Sant'Anna), che dipendeva anch'essa dal monastero di Sant'Ambrogio. Tale edificio religioso si trova, al giorno d'oggi, nella frazione di San Damiano ma, all'epoca, questa non esisteva ancora come tale e la chiesetta, quindi, faceva parte di baragia. Durante il XII secolo il territorio milanese era suddiviso in contadi e pievi. Nella pieve di Vimercate si trovavano "Brugherium" e "Sanctus Damianus de Baraza", sotto il contado della Martesana.

### Dal XV al XVII secolo
Gian Galeazzo Maria Sforza, duca di Milano, nominò feudatari di Vimercate, e quindi del territorio di Baraggia, la famiglia dei Secco Borella nel 1475. Nel 1554, Ludovico Maria Sforza confermò il feudo di Vimercate al conte Ludovico Secchi. L'ultimo feudatario fu Luigi Trotti, figlio del conte senatore Johannes Baptista Trotti e di Giulia Maria “Seccoborella”. Baraggia fu inglobata da Carlo Borromeo nella parrocchia di San Bartolomeo il 15 giugno 1578, quando l'arcivescovo si recò a Brugherio in visita pastorale. Abbiamo notizia, dalle cronache parrocchiali, che il giorno successivo l'arcivescovo visitò l'oratorio di Santa Margherita, annesso all'abitazione di Giovan Battista Bernareggi (oggi Villa Brivio), "in Baragia".
Con il decreto tridentino che imponeva ai parroci di stilare resoconti sull'amministrazione dei sacramenti e la popolazione residente, possiamo ricavare notizie preziose circa l'andamento demografico: nel 1594 gli abitanti di Baraggia erano circa cento. Nel 1621, in occasione della visita del cardinale Federico Borromeo alla chiesa di San Bartolomeo, fu redatta una relazione che riporta il numero esatto delle anime comprese nella parrocchia: Baraggia ne contava 96.

### Dal XVIII secolo al 1866
Le mappe catastali relative ai censimenti del 1721 e 1751, voluti da Carlo VI e dalla figlia Maria Teresa, sono molto importanti per comprendere la realtà del territorio in quell'epoca. Sulla mappa del 1721 (aggiornata nel 1751) sono riportate insieme, anche se si tratta di comunità distinte, Cassina Baraggia e Cassina Brugherio Sant'Ambrogio e parte di Brugherio Pieve di Vimercate. Dalla loro analisi è possibile risalire ai nomi dei proprietari dei terreni, conoscerne il perticato, il tipo di coltura, il numero dei gelsi, ecc.
Nel 1751 la sola Cassina Baraggia contava 160 abitanti: la maggioranza dei proprietari era non nobile, ma i nobili detenevano la maggior parte del perticato e la più grande estensione di terre apparteneva alle suore del Convento di Santa Caterina alla Chiusa di Milano.
Sotto il comune di Cassina Baraggia erano comprese sei "case" (cioè caseggiati, o cascine, con più abitazioni), tra cui Villa Brivio e, in Brugherio Pieve di Vimercate, l'attuale Palazzo Ghirlanda-Silva, del conte Gio. Batta Scotti. Lo stesso conte possedeva pure una villa, adiacente a questa, ma accatastata sotto Brugherio Corte di Monza.
Altre due case erano sparse nel territorio di Baraggia: al numero 128, la Cascina Sant'Ambrogio con la relativa chiesa.
Ecco come veniva descritta Baraggia nella cronaca parrocchiale della fine del XVIII secolo, redatta da don Paolo Antonio De Petri:
Oltre alla coltura delle viti, dalla metà del secolo si era diffusa enormemente quella dei gelsi, piantati ai margini dei campi, in modo da non sacrificare le altre coltivazioni. I gelsi servivano ad alimentare i bachi da seta, che venivano dati dal padrone ai mezzadri insieme ai terreni da lavorare. All'allevamento dei bachi si dedicavano per lo più le donne e i bambini. L'esplodere della bachicoltura fece sorgere a Baraggia una filanda, dove si svolgeva la prima fase della lavorazione della seta: la trattura, pratica che consisteva nel trarre dal bozzolo il filamento ed avvolgerlo sugli aspi.
Alla proclamazione del Regno d'Italia, nel 1805, Cassina Baraggia aveva 516 residenti. Nel 1809, un decreto di Napoleone determinò la soppressione del comune, annettendolo a Carugate. Dopo il ritorno in Lombardia degli austriaci nel 1816, Cassina Baraggia riacquistò il suo antico status  autonomo. L'abitato crebbe poi discretamente, tanto che nel 1853 risultò essere popolato da 1240 anime, salite a 1268 nel 1861. Fu il Regio Decreto numero 3395, del 9 dicembre 1866, firmato da Vittorio Emanuele II a decidere la soppressione del municipio, annettendolo a quello di Brugherio. L'allora sindaco di Cassina Baraggia, Giovanni Noseda, divenne dunque il primo sindaco di Brugherio.